# Oberwasungen
Oberwasungen ist ein Gemeindeteil der oberfränkischen Gemeinde Sonnefeld im Landkreis Coburg.

## Lage
Oberwasungen liegt etwa zwölf Kilometer östlich von Coburg. Gemeindeverbindungsstraßen führen nach Aicha, Mittelwasungen, Bieberbach und Kleingarnstadt. Durch das Dorf fließt der Wasunger Bach.

## Geschichte
Oberwasungen wurde erstmals 1149 in einer Urkunde als „Wasunhen“ erwähnt. In der bestätigte der Würzburger Bischof Siegfried von Truhendingen, dass dem neugegründeten Kloster Mönchröden durch Hermann Sterker, Burggraf von Meißen und seinen Bruder, den Grafen Sterker, auch die Siedlung übergeben wurde. 1291 hieß die Siedlung Wasungen majus. Der Ort hat wohl seinen Namen von dem althochdeutschen Wort waso erhalten, das so viel wie feuchter Rasen oder Wiesenplatz bedeutet. Die Lage in einem Wiesental war somit für den Ortsnamen bestimmend.
Nach dem Erbbuch des Klosters Sonnefeld von 1514 war das Dorf in gemengter Herrschaft. Das Kloster hatte drei Güter, drei Äcker, drei Wiesen und den Zehent zu Dorf und Feld.
1837 zählte das Dorf 91 Einwohner, 1871 waren es 101.
In einer Volksbefragung am 30. November 1919 stimmte ein Oberwasunger Bürger für den Beitritt des Freistaates Coburg zum thüringischen Staat, 30 waren dagegen. Somit gehörte ab dem 1. Juli 1920 Oberwasungen  zum Freistaat Bayern. 1925 umfasste die Siedlung 254,49 Hektar Fläche, 78 Einwohner, von denen 75 evangelisch und 3 katholisch waren, und 15 Wohngebäude. Die Schule befand sich wie die Kirche im 1,8 Kilometer entfernten Fechheim.
Am 1. Juli 1970 wurde Oberwasungen auf eigenen Wunsch nach Sonnefeld eingemeindet.
Oberwasungen gehört seit Jahrhunderten zum Fechheimer Kirchsprengel. Ab 1967 versorgte der Wasserzweckverband Spittelsteiner Gruppe den Ort mit Trinkwasser. Seit 1986 erfolgt dies durch die Stadtwerke Neustadt. 1987 hatte das Dorf 59 Einwohner, 17 Wohngebäude und 19 Wohnungen.

## Einwohnerentwicklung
| Jahr | Einwohnerzahl |
| ---- | ------------- |
| 1910 | 85            |
| 1933 | 72            |
| 1939 | 75            |
| 1970 | 78            |
| 1987 | 59            |
| 2018 | 54            |